# Reprezentacja Dominikany w rugby 7 kobiet
Reprezentacja Dominikany w rugby 7 kobiet – zespół rugby 7, biorący udział w imieniu Dominikany w meczach i sportowych imprezach międzynarodowych, powoływany przez selekcjonera, w którym mogą występować wyłącznie zawodnicy posiadający obywatelstwo tego kraju, mieszkający w nim, bądź kwalifikujący się ze względu na pochodzenie rodziców lub dziadków. Za jego funkcjonowanie odpowiedzialny jest Federación Dominicana de Rugby, członek Rugby Americas North.

## Turnieje

### Udział wRAN Women’s Sevens
| Rok       | Wynik | Źródło |
| --------- | ----- | ------ |
| 2005      | –     |        |
| 2006      | –     |        |
| 2007      | –     |        |
| 2008      | –     |        |
| 2009      | –     |        |
| 2010      | –     |        |
| 2011      | –     |        |
| 2012      | –     |        |
| 2013      | –     |        |
| 2014      | –     |        |
| 2015      | –     |        |
| 2016      | 9–10. |        |
| 2017      | 6.    |        |
| 2018      | 5.    |        |
| 2019      | –     |        |
| 2022 (IV) | –     |        |
| 2022 (XI) | 5.    |        |
| 2023      | –     |        |
| 2024      | 4.    |        |